# 84e Legerkorps (Wehrmacht)
Het Duitse 84e Legerkorps (Duits: Generalkommando LXXXIV. Armeekorps) was een Duits legerkorps van de Wehrmacht tijdens de Tweede Wereldoorlog. Het korps werd eerst ingezet in Frankrijk als bezettingsmacht/kustverdediging en later in actie aan het Westfront na de geallieerde invasie in Normandië.

## Krijgsgeschiedenis

### Oprichting
Het 84e Legerkorps werd opgericht op 27 mei 1942 door omdopen van het Höheres Kommando z.b.V. LX in Saint-Lô. 

### Inzet

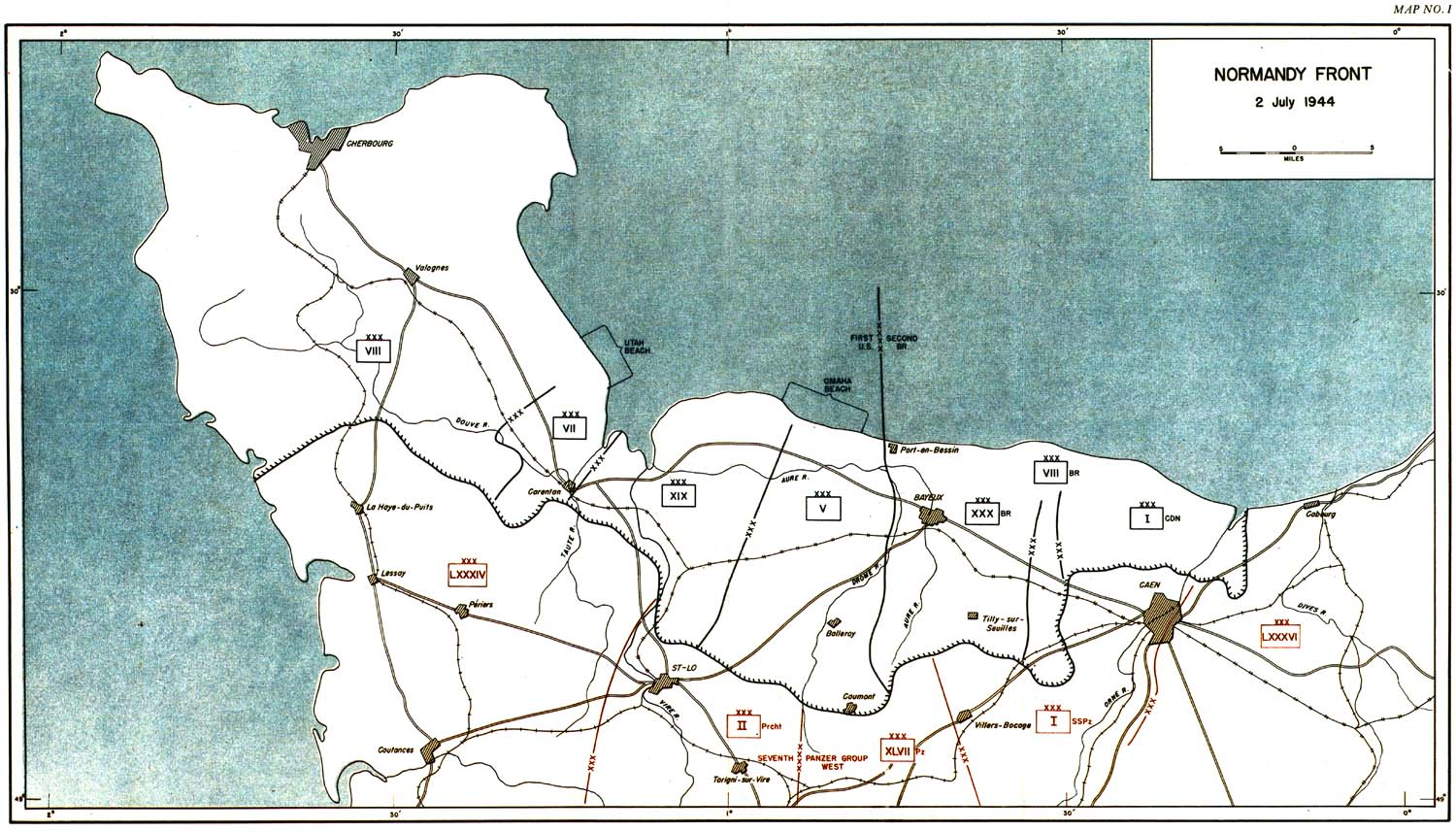
Kaart van Normandië op 2 juli 1944

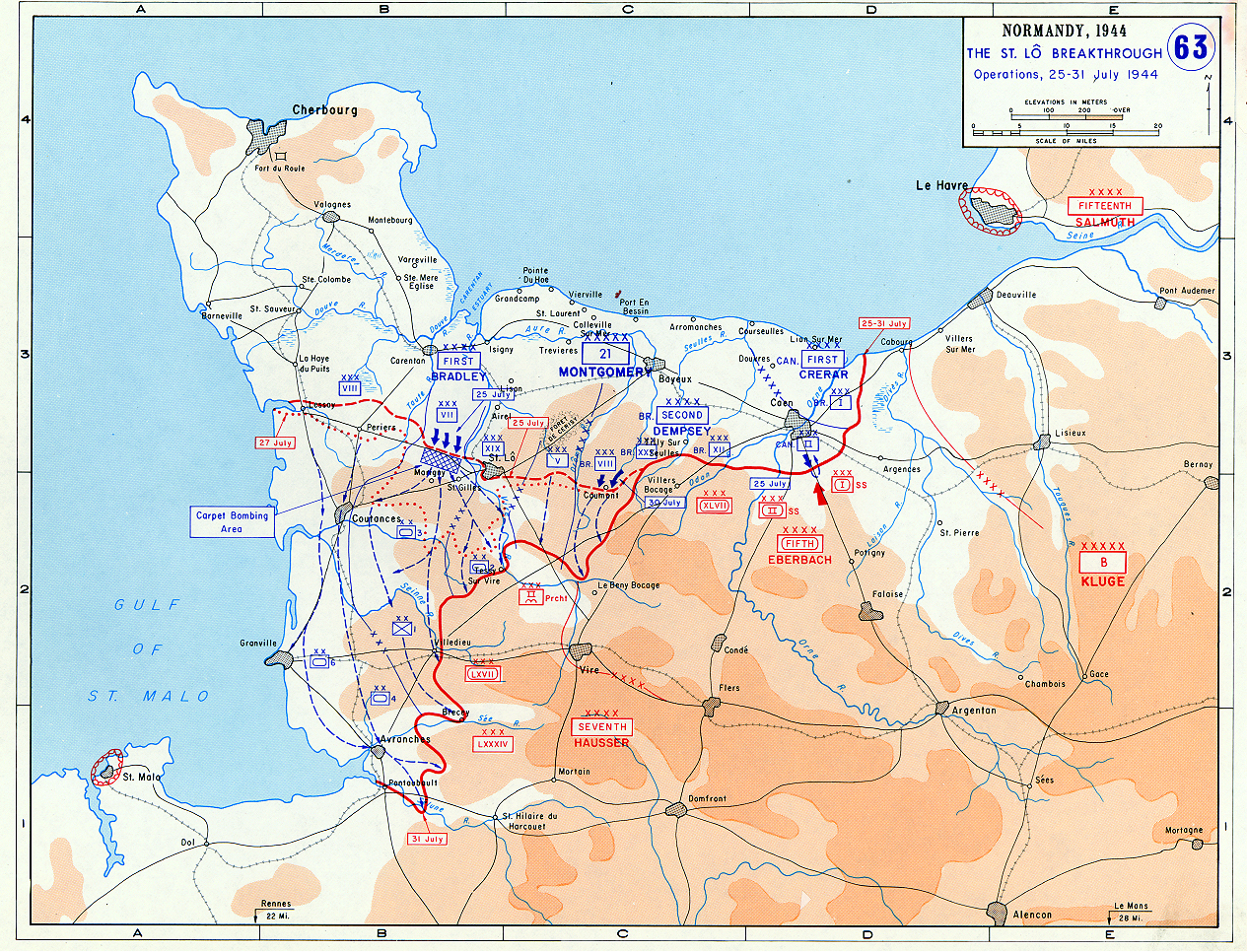
Kaart van de Amerikaanse doorbraak na Operatie Cobra

Het korps was gelegerd op het schiereiland Cotentin, met onder bevel (op 17 juni 1942) de 319e, 320e en 716e Infanteriedivisies en de 7e Flieger-Divisie. Het hoofdkwartier werd gevestigd in Saint-Lô. Ook was het korps verantwoordelijk voor de verdediging van de Kanaaleilanden (Jersey, Guernsey etc). Dit werd uitgevoerd door de 319e Infanteriedivisie. De kustverdedigingslijn van het korps maakte deel uit van de Atlantikwall. In deze positie bleef het korps tot de geallieerde invasie in Normandië op 6 juni 1944. Het korps was verantwoordelijk voor de kustverdediging van alle vijf de geallieerde landingsstranden. En kreeg daarmee vol het gewicht van de geallieerde aanval over zich heen. Op deze datum beschikte het korps over de 243e, 352e, 709e en 716e Infanteriedivisies aan de kust, de 319e Infanteriedivisie op de Kanaaleilanden en de 91e Luchtlandingsdivisie als reserve. Door het grote geallieerde overwicht in met name materieel, moest het korps eigenlijk meteen terrein prijsgeven, en steeds meer. Al na enkele dagen nam het korps de westelijke helft van de frontlijn op zich. De commandant van het korps, General Erich Marcks, werd op 12 juni 1944 dodelijk verwond tijdens een geallieerde jachtbommenwerper-aanval op zijn stafauto tijdens een inspectietour. Op 18 juni bereikten de Amerikaanse troepen de westkust van Cotentin bij Barneville-Carteret. Daarmee werd het korps effectief in tweeën gehakt. Het noordelijk stuk kwam onder bevel van General von Schlieben van de 709e Infanteriedivisie en die vocht tot 27 juni de Slag om Cherbourg. De rest van het korps werd steeds verder teruggedrongen, waarbij het links aansluiting hield met de westkust van Cotentin, tot 19 juli 1944.
Bij het begin van Operatie Cobra, de Amerikaanse uitbraak uit het bruggenhoofd, beschikte het korps over veel eenheden, maar relatief weinig troepen. In de kustsector, in de buurt van Lessay, stond de gehavende 243e Infanteriedivisie en ernaast de 91e Luchtlandingsdivisie, met onder bevel de resten van de 77e Infanteriedivisie en de uitgeputte Kampfgruppe van de 265e Infanteriedivisie. De nog steeds sterke 2e SS-Pantserdivisie en de zwakke 17e SS-Pantsergrenadierdivisie verdedigden in het Périers-gebied. Rechts (oost) daarvan stond de 5e Para-divisie, net uit Bretagne gearriveerd, maar met slechts één regiment. De Panzer-Lehr Divisie, aangevuld met 450 man van de Kampfgruppe Heinz van de 275e Infanteriedivisie en 500 gedeeltelijk getrainde troepen, bezette het gebied tussen de Taute en de Vire. De uitgeputte 353e Infanteriedivisie vormde de korpsreserve. Op 25 juli viel het US 1e Leger aan, na een vernietigend bombardement. Het 7e Leger, met het 84e Legerkorps, hadden weinig in te brengen en de Amerikanen rukten snel op naar het zuiden, naar Avranches. De Amerikanen probeerden het korps in te sluiten door als eerste daar aan te komen, maar dat mislukte. Anderzijds, het korps bestond op dat moment, op 1 augustus, alleen nog uit restanten. Op 6 augustus lanceerden de Duitsers een tegenaanval bij Mortain (Operatie Lüttich). Het korps gaf hier flank-steun. Maar nu geraakte het gros van de Duitse troepen langzaam in de Falaise-pocket. Ook het korps was hier bij en verdedigde de noordwestelijke frontlijn. Maar daarmee was het ook een van de onderdelen die het verst van de opening van de pocket verwijderd was. Toen op 18 augustus de pocket gesloten werd, zat het korps ook in de zak omsingeld, tezamen met zo’n 100.000 Duitsers. Op 19 augustus verdedigde het korps stellingen tussen Flers en Briouze. Op 20 augustus nam de commandant van het korps, Generalleutnant Otto Elfeldt, met zijn  staf en een haastig verzamelde groep soldaten deel aan een actie bij St. Lambert. Sterke weerstand werd ondervonden. Na letterlijk de “laatste patroon” verbruikt te hebben, gaf Elfeldt zich over met zijn staf. Daarmee was de korpsstaf de enige hogere staf die niet uit de pocket ontkwam.

Het 84e Legerkorps capituleerde op 20 augustus 1944 bij St. Lambert.
Op 2 november 1944 werd het korps pas officieel opgeheven.

## Bovenliggende bevelslagen
| Leger    | Legergroep     | Plaats/regio                         | Begin       | Eind             |
| -------- | -------------- | ------------------------------------ | ----------- | ---------------- |
| 7. Armee | Heeresgruppe D | Kanaalkust, Cotentin, Falaise-pocket | 27 mei 1942 | 20 augustus 1944 |

## Commandanten

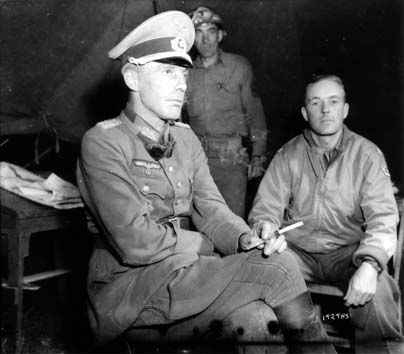
Generalleutnant Otto Elfeldt na zijn gevangenname

| Rang                   | Naam                    | Begin           | Eind             |
| ---------------------- | ----------------------- | --------------- | ---------------- |
| General der Artillerie | Hans Behlendorff        | 27 mei 1942     | 1 april 1943     |
| General der Artillerie | Gustav-Adolf von Zangen | 1 april 1943    | 1 augustus 1943  |
| General der Artillerie | Erich Marcks            | 1 augustus 1943 | 12 juni 1944     |
| General der Artillerie | Wilhelm Fahrmbacher     | 12 juni 1944    | 16 juni 1944     |
| General der Infanterie | Dietrich von Choltitz   | 17 juni 1944    | 30 juli 1944     |
| Generalleutnant        | Otto Elfeldt            | 30 juli 1944    | 20 augustus 1944 |